# Château de Bleid
 (novembre 2018).
Si vous disposez d'ouvrages ou d'articles de référence ou si vous connaissez des sites web de qualité traitant du thème abordé ici, merci de compléter l'article en donnant les références utiles à sa vérifiabilité et en les liant à la section « Notes et références ».
Le château de Bleid, situé sur le territoire de la commune de  Virton en province belge de Luxembourg, est un château fort de plaine dont l’origine remonte probablement à la seconde moitié du XVIe siècle.

## Histoire
Le château originel dépendait du marquisat d'Arlon et a peut-être été bâti vers 1313 par un dénommé Jehan de Luynes, avant de passer aux mains d’un nommé de Putz, seigneur de Gorcy et de Cussigny.
Anciennement défendu par de larges fossés remplis d’eau, il prend sa forme actuelle durant la deuxième moitié du XVIe siècle (1573), sous Henri de Sterpigny, lieutenant-général de l’artillerie des Pays-Bas et gouverneur de la région qui en fait sa demeure. Le château se caractérise par un corps de logis surélevé, dans le prolongement d’une tour-porche muni d’une tourelle défensive, qui donne accès à une cour, autrefois fermée par des bâtiments agricoles.
L’ensemble est transformé à partir de 1818 par Ferdinand de Vaulx. Les fossés sont comblés et les pont-levis sont supprimés, les baies sont agrandies, les toitures sont rénovées et certaines dépendances sont démolies et remplacées par deux pavillons d’angle, originellement reliés par une suite de hangars très bas, qui couvraient des caves placées dans l’ancien fossé et liés au château par une petite muraille. Les murs et les hangars seront abattus par M. de Prémorel en 1858 et le reste des dépendances après la Seconde Guerre mondiale. Une aile récente a aussi été ajoutée au château dans les années 2010, pendant sa restauration complète.   

## Propriétaires
- Henri de Sterpigny
- Ferdinand de Vaulx
- Jules-Jean de Prémorel
- Adrien de Prémorel
- Chevalier de Lamalle